# 격포항

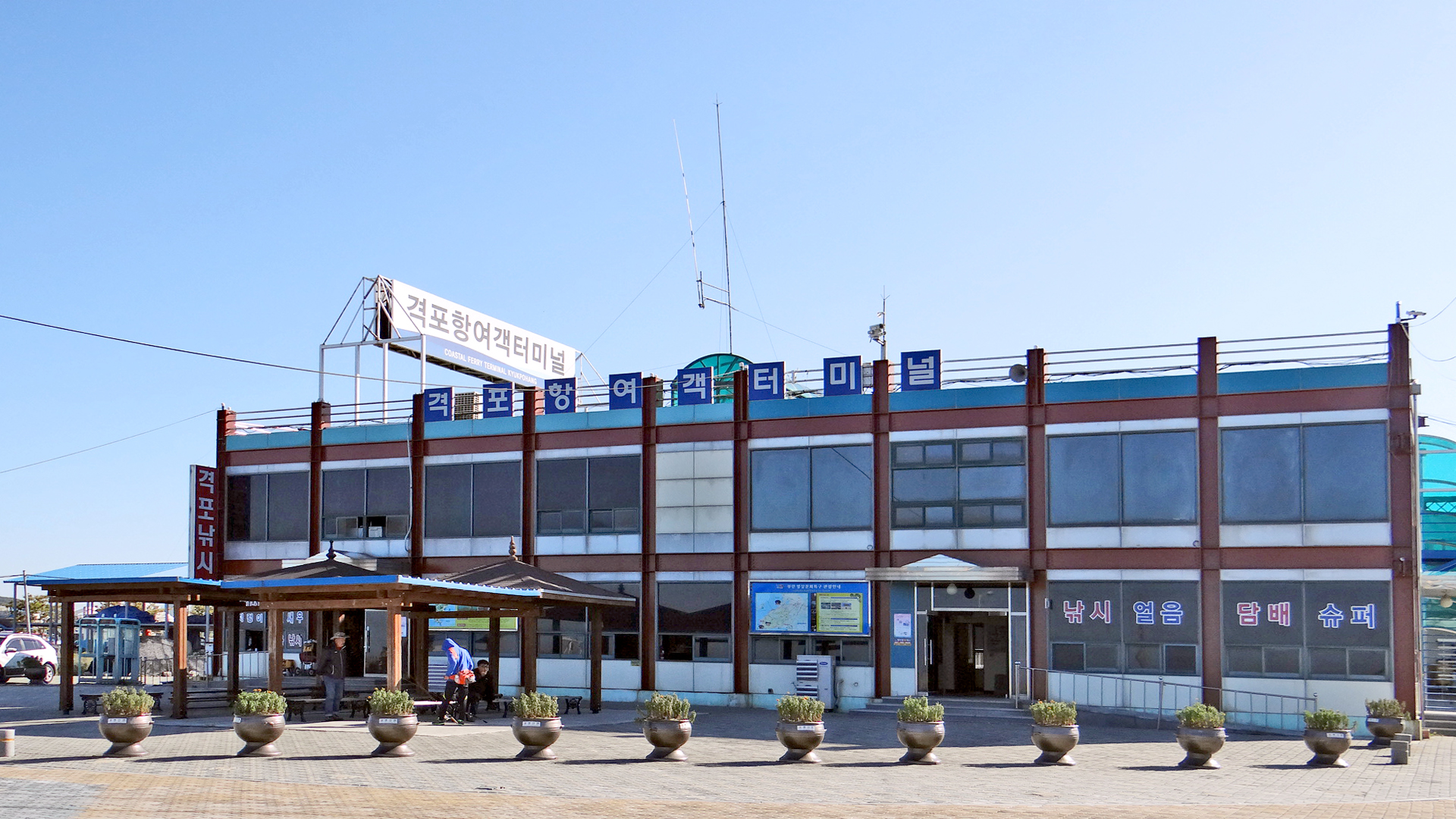
격포항 여객 터미널

격포항(格浦港)은 전북특별자치도 부안군 변산면 격포리에 있는 어항이다. 1986년 3월 1일 국가어항으로 지정되었으며, 관리청은 해양수산부 서해어업관리단, 시설관리자는 부안군수이다.

## 어항 연혁
- 변산면 격포리에 위치한 격포항은 고군산군도 등 서해안 도서와 연계된 해상교통의 중심항으로 1985년 기본조사를 실시하고 1996년 방파제와 물양장 시설을 완공했다.[1]

## 어항 구역
본 항의 어항 구역은 다음과 같다.
- 수역: 닭이봉 정상에서 정서로 700m 점(해상)에서 정남으로 900m 점(해상)에서 정동으로 육지부와 연결한 선을 따라 형성된 공유수면[2]
- 육역: 전라북도 부안군 변산면 격포리 347-139 외 47필지 (상세내역은 생략)[3]

## 개발 계획
2007년 1월 30일 격포항 다기능어항 개발 계획이 고시되었다. 주요 내용은 다음과 같다.
- 정부투자: 교량 84m, 보도교(산책로) 607.1m, 낚시터(전망대) 100m, 접안시설(유람선/관공선) 268m, 준설 64.5m2, 부대공 1식
- 민간투자: 함상공원 1식, 가족호텔 1식, 다목적문화시설 1식, 선상카페 1식

## 주요 어종
- 주꾸미, 백합, 바지락

## 관광
- 인근 격포마을은 '아름다운 어촌 100선'에 선정된 마을이다. 주변의 위도, 고군산군도, 홍도 등 서해안 도서와 연계된 해상교통의 중심지다. 청정해역에는 수산물이 풍부해 봄엔 주꾸미, 가을엔 전어가 유명하다. 주꾸미, 갑오징어, 전어, 꽃게, 우럭, 백합, 바지락 등이 많이 잡히고, 횟집과 음식점들도 많이 들어서 있다.[5]
- 격포는 특히 주꾸미와 바지락, 백합 등의 조개류가 맛이 좋다. 변산반도 연안의 자연산 바지락을 시원하게 우려낸 바지락칼국수와 바지락죽, 그리고 쫄깃한 조개의 왕 백합이 입속 가득 씹히는 백합죽은 일대 식당 어디에서든 맛볼 수 있는 향토음식이다. 청정해역을 노리는 낚시꾼과 건강한 몸만들기에 나선 트레커들이 즐겨 찾는 섬, 위도로 향하는 여객선이 격포항에서 출발한다.[6]